# Kiel Glacier
Kiel Glacier är en glaciär i Antarktis. Den ligger i Västantarktis. Nya Zeeland gör anspråk på området. Kiel Glacier ligger 288 meter över havet.
Terrängen runt Kiel Glacier är lite kuperad. Trakten är obefolkad. Det finns inga samhällen i närheten.